# ملعب كوينز بارك البيضاوي
ملعب كوينز بارك البيضاوي هو ملعب متعدد الاستخدام يقع في بورت أوف سبين عاصمة ترينيداد وتوباغو . غالبا ما يتم استخدامه لمباريات كريكت . يسع الملعب لجلوس 25 ألف متفرج . تم افتتاح الملعب في سنة 1896 .